# Afvalwaterbehandelingstechnologie
Er bestaan verschillende afvalwaterbehandelingstechnologieën. Deze technologieën zijn breder dan doorgaans toegepast worden bij de zuivering van rioolwater. De genoemde technologieën kunnen ook toegepast worden bij de behandeling van industrieel afvalwater of sterk chemisch vervuild water. Bij afvalwater wat vergaand gezuiverd dient te worden of afvalwater wat zeer moeilijk afbreekbaar is kan een combinatie van achter elkaar geschakelde technologieën worden gebruikt.

## Overzicht technologieën
- Actiefslibmodel
- Anaerobe waterzuivering
- Beerput
- Dissolved Air Flotation
- Elektrocoagulatie
- Fentons reagens
- Filterpers
- Flocculatie en Sedimentatie
- Helofytenfilter
- Hydrocycloon
- Ionenwisselaar
- Membraanbioreactor
- Omgekeerde osmose
- Ontziltingsinstallatie
- Rietland
- Septische put
- Ultrafiltratie
- UV-desinfectie
- Zandfilter